# Convarcia polygonalis
Convarcia polygonalis är en insektsart som beskrevs av Melichar 1923. Convarcia polygonalis ingår i släktet Convarcia och familjen Nogodinidae. Inga underarter finns listade i Catalogue of Life.